# Ady Thijsen
Juan Edberto (Ady) Thijsen (Aruba, 8 november 1958) is een Arubaans politicus namens de MEP. Sedert 13 oktober 2022 is hij Gevolmachtigde minister van Aruba te Den Haag en is tevens permanente vertegenwoordiger van Aruba in Brussel voor EU-aangelegenheden sedert begin 2022. Na het vertrek van zijn voorganger Guillfred Besaril nam hij tussen juni en oktober 2022 de functie van gevolmachtigd minister van Aruba waar. Hij was van 27 oktober 2017 tot 8 juli 2021 voorzitter van de Staten van Aruba en van 2005 tot 2021 statenlid.

## Leven en Werk
Thijsen begon op 18-jarige leeftijd te werken in de Arubaanse hotel- en casinosector, waar hij onder meer croupier en "night auditor" was. Na het behalen van zijn vwo-diploma vertrok hij naar Nederland om rechten te studeren. In 1997 behaalde hij zijn meesterstitel aan de Universiteit Tilburg. Tijdens zijn studietijd was hij voorzitter van de Arubaanse welzijnsorganisatie in de regio Tilburg, Asociacion Nos Baranca (ANB). Ook was hij medeoprichter en voorzitter van de koepelorganisatie voor Arubanen in Nederland, Aruba Cupula Nacional Arubano (CUNA).
Na terugkeer op Aruba is Thijsen werkzaam geweest bij een aantal advocatenpraktijken, waarna hij een eigen praktijk begon. Hij specialiseerde zich in arbeidsrecht en staatsrecht en trad jarenlang op als huisadvocaat van de Arubaanse vakbondcentrale Federacion di Trahadornan di Aruba (FTA).
Thijsen stapte in de politiek en stelde zich voor de verkiezingen in 2005 verkiesbaar op de MEP-lijst. Hij werd gekozen tot lid van de Staten van Aruba en ontving 818 persoonlijke stemmen, het hoogste aantal in zijn politieke loopbaan. Bij de verkiezingen in 2009, 2013 en 2017 wist hij zijn statenzetel te behouden. Thijsen werd in 2005 aangewezen tot fractievoorzitter van de MEP. Tevens was hij tussen 2005 en 2017 lid van tal van vaste parlementaire commissies, waaronder Arbeidszaken en Koninkrijksaangelegenheden, en nam hij als lid deel aan de bijeenkomsten van het IPKO en het Latijns-Amerikaanse parlement, Parlatino. Op 22 november 2017 werd hij gekozen tot statenvoorzitter als opvolger van Guillfred Besaril. In deze functie was hij betrokken bij de bijzondere commissies; onder meer als voorzitter van de commissie Verzelfstandiging Staten van Aruba en als lid van de commissie Versterking Democratisch Bestel. Hij heeft meermalen het Arubaanse standpunt in Kamerdebatten vertolkt en amendeerde in 2019 het voorstel voor de Rijkswet Koninkrijksgeschillen teneinde deze door de Tweede Kamer goedgekeurd te krijgen. In 2019 presenteerde hij samen met Rocco Tjon het rapport ‘Aruba terug op de rails van Deugdelijk Bestuur en Deugdelijkheid van Financieel Beheer’ over de stand van het financieel beheer van Aruba en de toezichtsfunctie vanuit de Rijksministerraad. Naar aanleiding van een statendebat in oktober 2020 raakte Thijsen in opspraak wegens het ontbreken van quorum bij het aannemen van een motie van wantrouwen tegen de minister van Ruimtelijke Ontwikkeling, Infrastructuur en Milieu, Marisol Lopez-Tromp. Nadat hij de geldigheid van de motie in eerste instantie had verdedigd verklaarde hij deze twee weken later voor ongeldig en nietig. Hij liep hiermee politieke schade op en behaalde slechts 183 stemmen bij de verkiezingen in 2021. Op 17 september 2021 werd hij beëdigd als statenlid ter vervanging van Endy Croes, maar nam op 1 december 2021 ontslag. Ingaande 1 januari 2022 werd hij door het kabinet-Wever-Croes II benoemd tot plaatsvervangend Gevolmachtigde minister van Aruba in Den Haag en tevens permanente vertegenwoordiger van Aruba in Brussel voor EU-aangelegenheden. Na het onverwacht ontslag van Guillfred Besaril nam hij de functie van Gevolmachtigd minister van Aruba waar.

## Persoonlijk
Thijsen is gehuwd met Yshel Rasmijn en heeft vier kinderen. In zijn privé leven was hij jarenlang bestuurlijk actief als voorzitter van SV Racing Club Aruba en de stichting Dera Gai, die zich toelegt op het bevorderen van het traditionele San Juanfeest.
John Booi · 
Pedro Bislip · 
Hector Gonzalez · 
Felix Flanegien · 
Marco Christiaans ·
Booshi Wever ·
Eddy Croes · 
Frido Croes · 
Marlon Werleman · 
Rudy Croes · 
Mervin Wyatt-Ras · 
Andy Lee · 
Paul Croes · 
Marisol Lopez-Tromp ·
Mervin Wyatt-Ras ·  
Guillfred Besaril · 
Ady Thijsen ·
Edgard Vrolijk